# Ben Bernanke
Benjamin Shalom Bernanke (Augusta, 13 de dezembro de 1953) é um economista estadunidense, de origem judaica, ex-presidente da Reserva Federal (FED), o banco central dos Estados Unidos. Bernanke assumiu esse posto em Fevereiro de 2006 em substituição de Alan Greenspan. Economista formado em Harvard (summa cum laude), obteve seu Ph.D. pelo Massachusetts Institute of Technology. Sabe-se também que participa nas reuniões do Clube de Bilderberg.
Em 2009, foi eleito a Pessoa do Ano pela revista Time. Em 2011 era considerado a oitava pessoa mais poderosa do mundo pela Forbes. Ele é amplamente rejeitado pelos movimentos sociais norte-americanos, tanto pelo Tea Party quanto pelo Occupy Wall Street. Apesar disso, ele se posicionou contra os salvamentos bancários.
Bernanke foi distinguido com o Prémio de Ciências Económicas em Memória de Alfred Nobel em 2022 junto com Douglas W. Diamond e Philip H. Dybvig.

## Visão econômica
Bernanke está particularmente interessado nas causas econômicas e políticas da Grande Depressão, sobre a qual publicou vários artigos em revistas acadêmicas. Antes do trabalho de Bernanke, a teoria monetarista dominante da Grande Depressão era a visão de Milton Friedman de que ela havia sido causada em grande parte pelo fato de o Federal Reserve ter reduzido a oferta de dinheiro e, em várias ocasiões, argumentou que um dos maiores erros cometidos durante o período foi aumentar as taxas de juros muito cedo.
Bernanke escreveu sobre seu tempo como presidente do Federal Reserve em seu livro de 2015, The Courage to Act, no qual revelou que a economia mundial chegou perto do colapso em 2007 e 2008. Bernanke afirma que foram apenas os novos esforços do Fed (cooperando com outras agências e agências de governos estrangeiros) que impediram uma catástrofe econômica maior que a Grande Depressão.
Em 2015, argumentou que o déficit comercial dos países da zona do euro os está destruindo: "Desequilíbrios persistentes são insalubres porque causam desequilíbrios financeiros e crescimento desequilibrado". Ele escreve que "o superávit comercial da Alemanha é um problema"; "O fato de a Alemanha vender muito mais do que compra redireciona a demanda para seus vizinhos (assim como para outros países do mundo), o que reduz a produção e a ocupação fora da Alemanha".

## Publicações
- Bernanke, Ben S. (1983). «Nonmonetary Effects of the Financial Crisis in the Propagation of the Great Depression». American Economic Review. 73 (3): 257–276. JSTOR 1808111
- Bernanke, Ben S.; Blinder, Alan S. (1992). «The Federal Funds Rate and the Channels of Monetary Transmission». American Economic Review. 82 (4): 901–921. JSTOR 2117350
- Bernanke, Ben S.; Gertler, Mark; Watson, Mark (1997). «Systematic Monetary Policy and the Effects of Oil Price Shocks». C.V. Starr Center for Applied Economics
- Bernanke, Ben S.; Laubach, Thomas; Mishkin, Frederic S.; Posen, Adam S. (2001). Inflation Targeting: Lessons from the International Experience. [S.l.]: Princeton University Press. ISBN 0-691-08689-3
- Bernanke, Ben S. (2004). Essays on the Great Depression. [S.l.]: Princeton University Press. ISBN 0-691-11820-5(Description, TOC, and preview of ch. 1, "The Macroeconomics of the Great Depression")
- Abel, Andrew B.; Bernanke, Ben S.; Croushore, Dean (2007). Macroeconomics 6th ed. [S.l.]: Addison–Wesley. ISBN 978-0-321-41554-7
- Frank, Robert H.; Bernanke, Ben S. (2007). Principles of Macroeconomics. [S.l.]: McGraw–Hill. ISBN 978-0-07-336265-6
- Bernanke, Ben S. (2015). The Courage to Act: A Memoir of a Crisis and Its Aftermath. [S.l.]: W. W. Norton & Company. ISBN 978-0-393-24721-3
- Bernanke, Ben S. (2015). «Notes from The Courage to Act» (PDF). W. W. Norton & Company
- Bernanke, Ben S. (2022). 21st Century Monetary Policy: The Federal Reserve from the Great Inflation to COVID-19. [S.l.]: W. W. Norton & Company. ISBN 978-1324020462